# Bottes de sept lieues
Pour les articles homonymes, voir Botte et Bottes de sept lieues (homonymie).

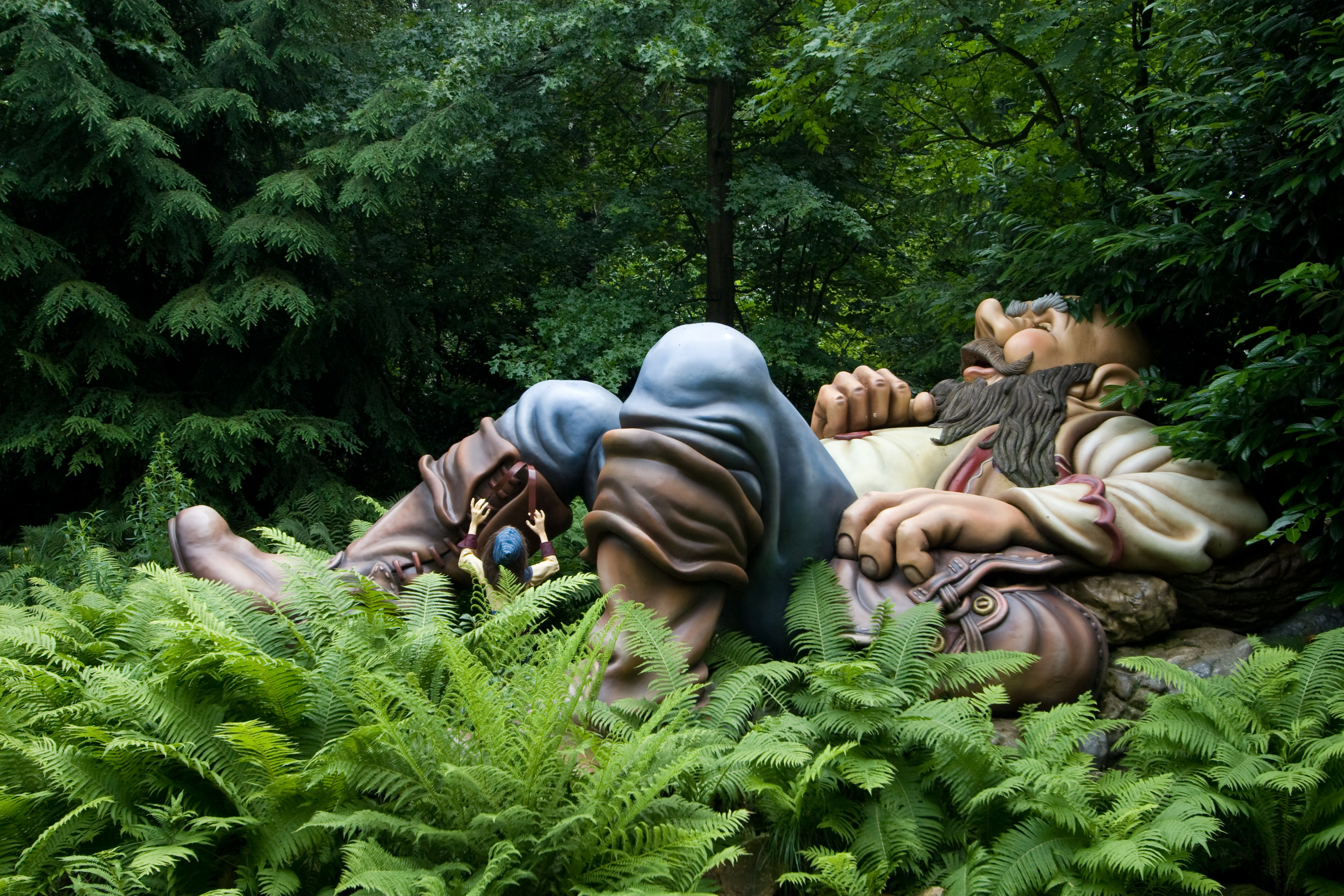
Le Petit Poucet s’emparant des bottes de sept lieues de l’Ogre (Bois des contes du parc d’attractions Efteling, aux Pays-Bas).

Dans les contes de fées, les bottes de sept lieues sont des bottes magiques qui s’adaptent à la taille de celui qui les chausse et permettent de parcourir sept lieues en une seule enjambée (soit 28 à 35 km).

## Présentation

### Quelle distance?
La lieue est une unité de mesure utilisée sous l’Ancien Régime, avant l’adoption en France du système métrique. Certaines lieues correspondaient à la distance que peut marcher un homme ou un cheval (au pas) pendant une heure. La mesure de la lieue a évolué au cours du temps et selon les régions, mais est d’environ 4 à 5 kilomètres. Les bottes de sept lieues permettent donc de parcourir en une enjambée 28 à 35 km, soit la distance qu’un marcheur moyen met sept heures à parcourir. Toutefois, comme toute indication chiffrée dans un conte, la valeur absolue de la distance parcourue grâce aux bottes magiques compte moins que la signification purement symbolique du chiffre 7.

### Origine
L'imagination populaire a créé ces bottes magiques, associées à l’unité de mesure des distances, la lieue, et le chiffre symbolique sept.
Au XVIIe siècle, on appelle « bottes de sept lieues » les bottes utilisées par les postillons. On pense généralement qu’elles sont ainsi nommées car les relais de poste sont distants d’environ sept lieues. Mais les postes, distances entre deux relais, ne sont pas rigoureusement, ni officiellement, fixées : la distance varie énormément selon la nature des zones de parcours, plaines, montagnes, l’état des routes, etc.. Elle est en moyenne, au XVIIe siècle, entre 16 et 20 kilomètres, soit quatre à cinq lieues.
Rigides et fixées à la monture, les bottes permettent un meilleur maintien et une protection des jambes en cas de chocs ou de morsures. Elles sont renforcées de fer pour empêcher la jambe de se briser si le cheval tombe et roule sur l’homme. Elles sont utilisées en France jusque vers 1840. On peut en voir une paire en visitant le château d'Ussé, près de Tours ou le musée de La Poste à Paris ainsi qu’au Musée international de la chaussure à Romans-sur-Isère ou encore au musée de l'attelage du château de Vaux-le-Vicomte ainsi qu'au musée du palais Bénédictine.

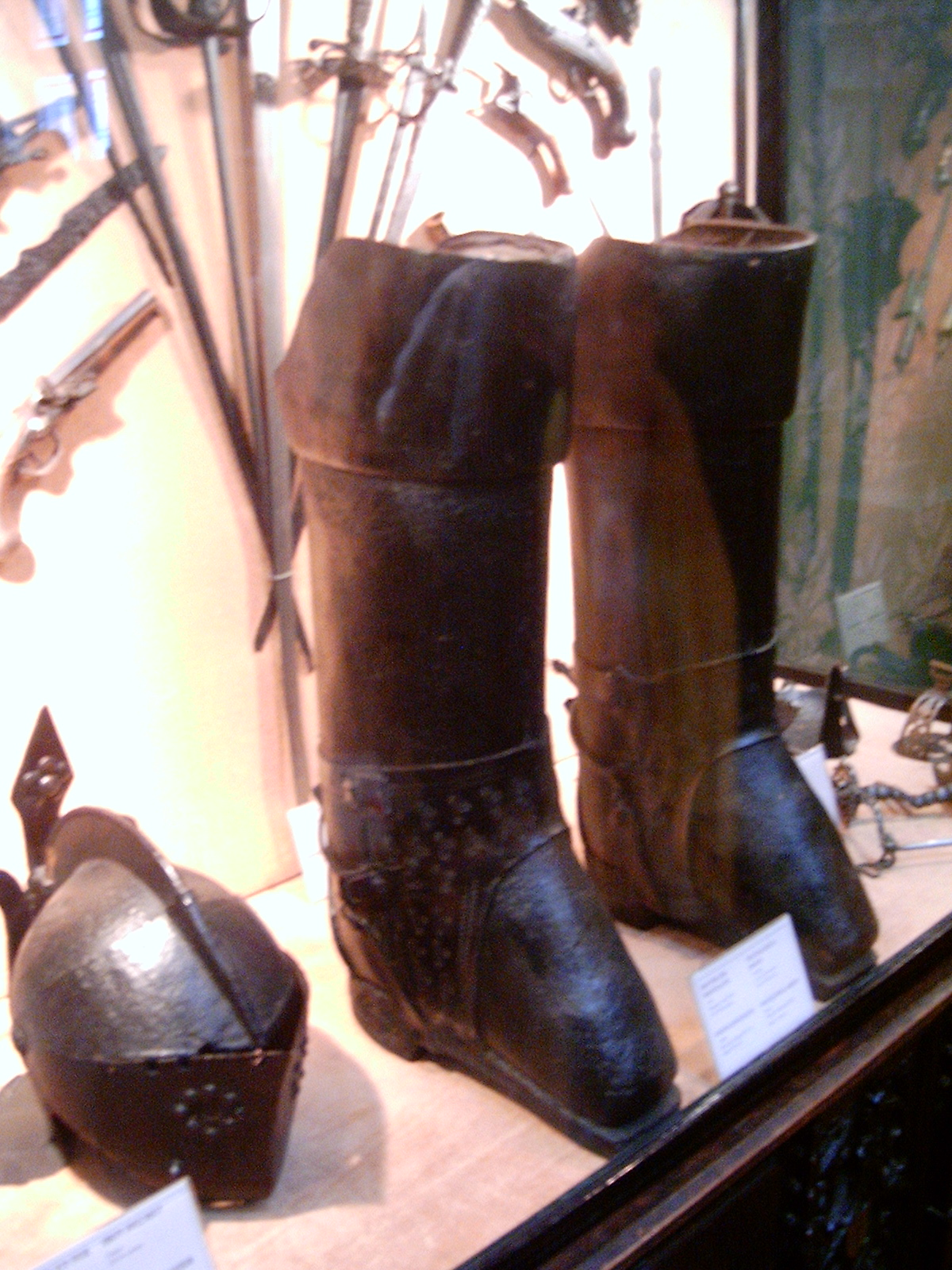
Bottes de postillon au musée du palais Bénédictine.
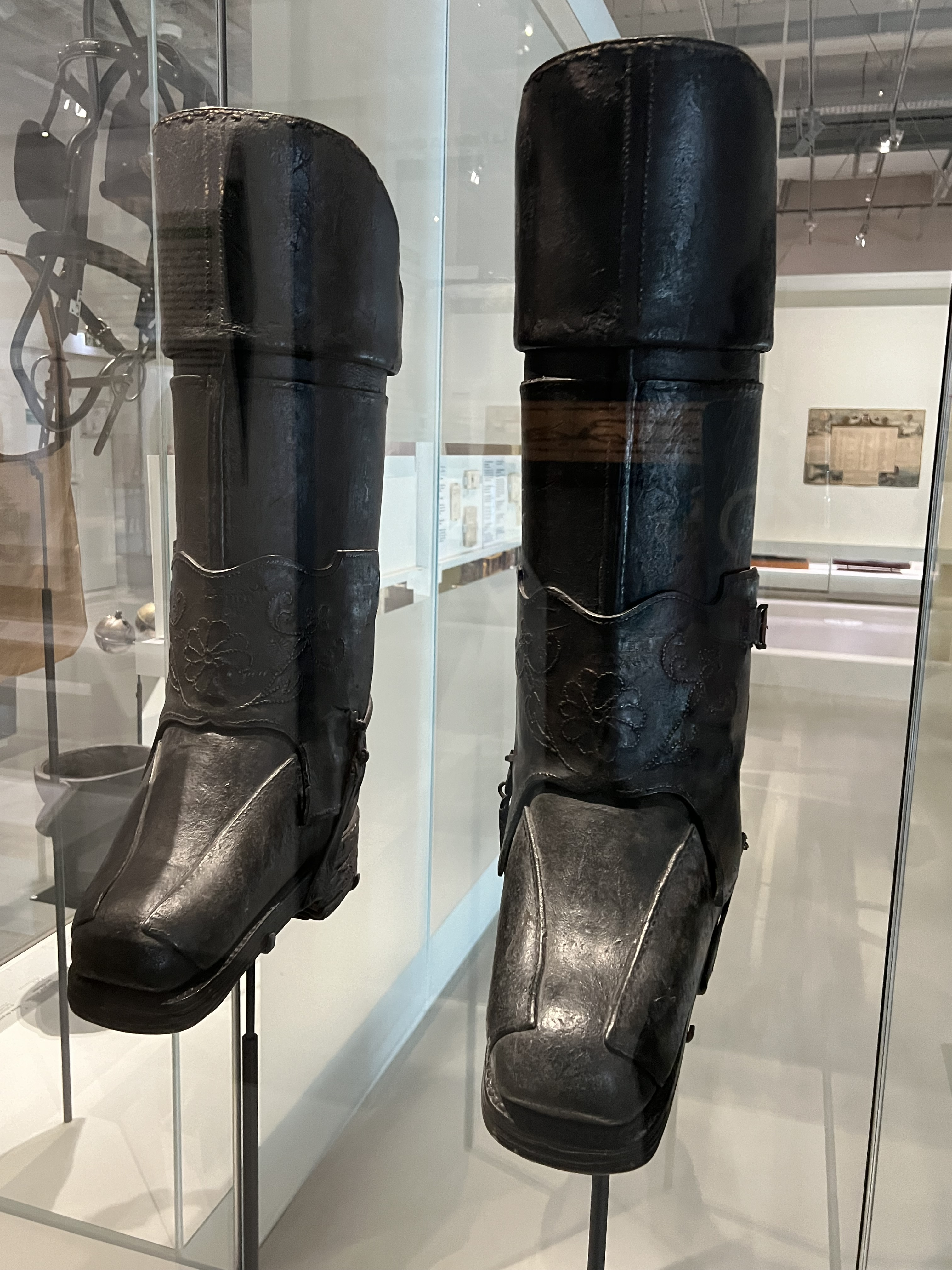
Bottes de postillon au musée de La Poste à Paris.
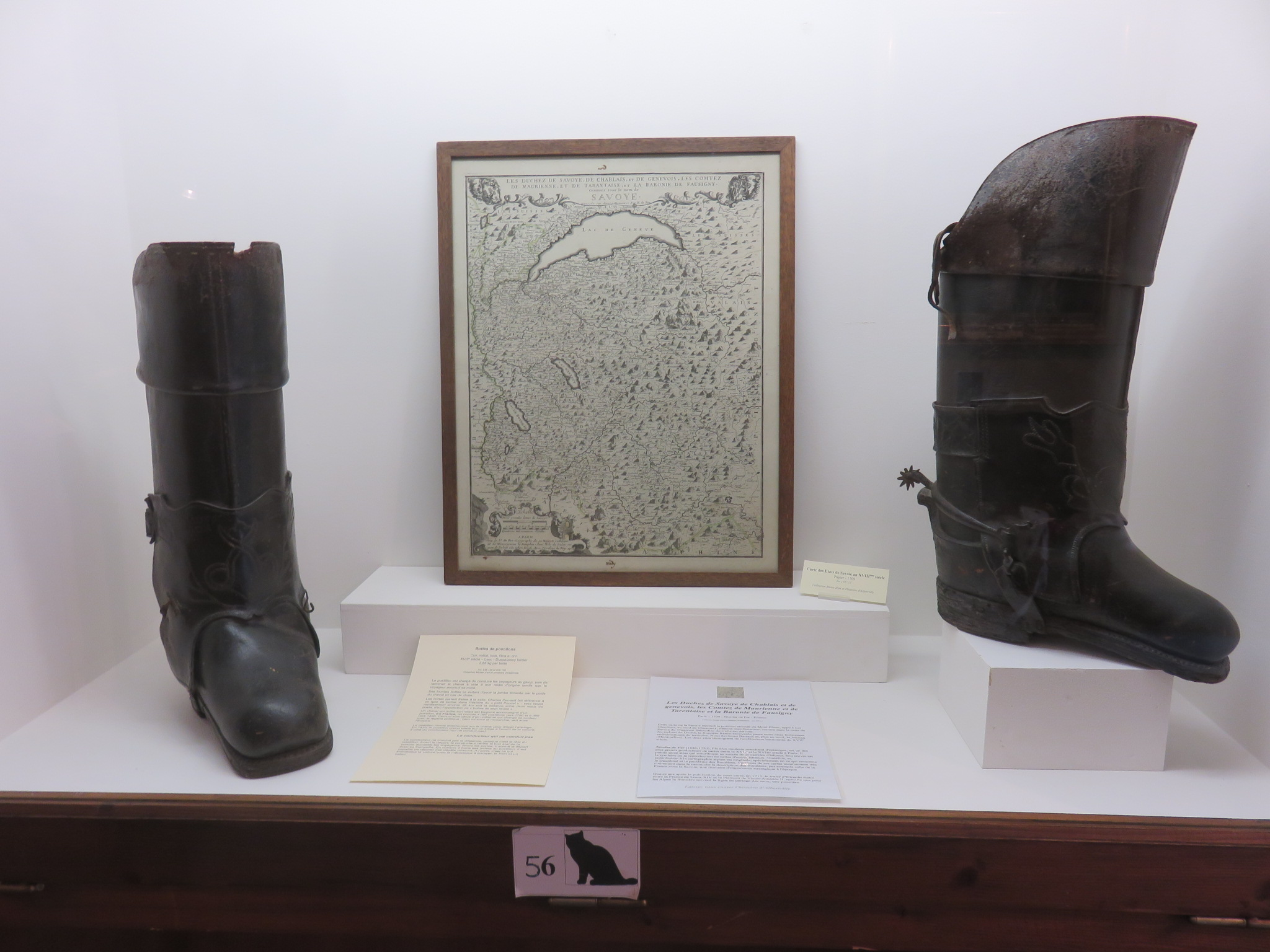
Bottes de postillon du XVIIIe siècle, en cuir, métal et bois au musée d'Art et d'Histoire de Conflans.

## Contesde Perrault
C’est grâce aux Contes de ma mère l’Oye (parus en 1697), où Charles Perrault en fait des bottes magiques, et principalement grâce au conte du Petit Poucet, que la renommée des bottes de sept lieues a traversé les époques.

### La Belle au bois dormant
L’auteur attribue les bottes une première fois au nain messager de la fée marraine de la Belle au bois dormant. Leur rôle y est anecdotique mais c’est à cette occasion que leur définition est donnée :
« La bonne fée qui lui avait sauvé la vie, en la condamnant à dormir cent ans, était dans le Royaume de Mataquin, à douze mille lieues de là, lorsque l’accident arriva à la Princesse ; mais elle en fut avertie en un instant par un petit Nain, qui avait des bottes de sept lieues (c’était des bottes avec lesquelles on faisait sept lieues en une seule enjambée) ».

### Le Petit Poucet

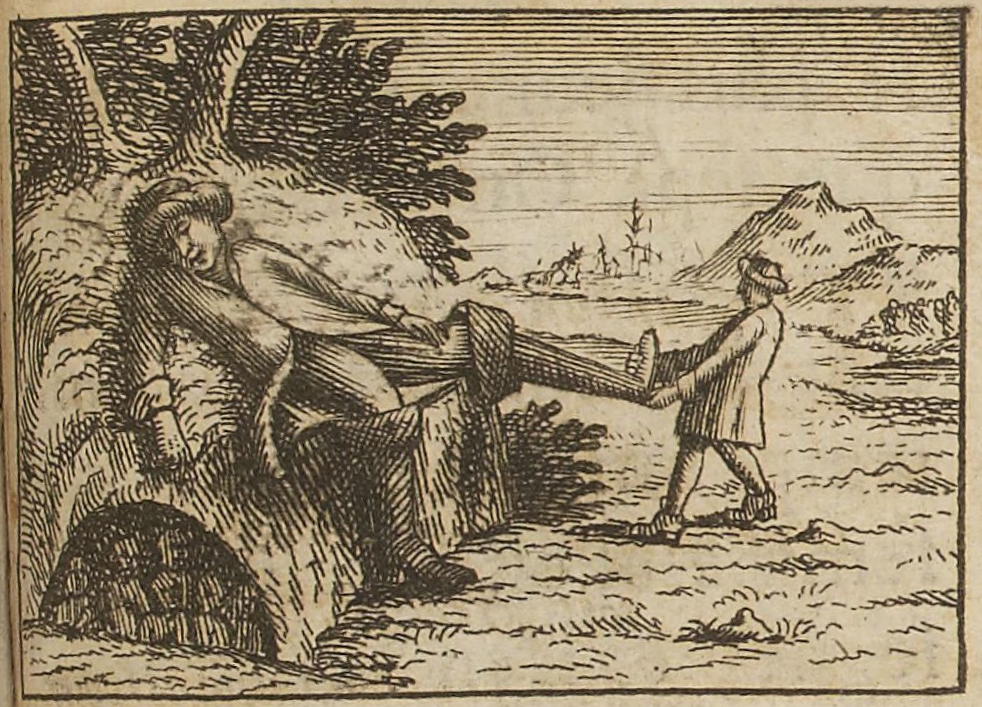
Le Petit Poucet, illustré par Antoine Clouzier dans la première édition du recueil Les Contes de ma mère l'Oye de 1697.

Les bottes de sept lieues font leur réapparition dans Le Petit Poucet, où elles jouent un rôle beaucoup plus central. Évoquées à plusieurs reprises, elles passent d’un personnage à l’autre et permettent au héros de triompher :
Elles sont d’abord l’apanage de l’ogre tout-puissant, dévoreur d’enfants et capable de les retrouver à tout moment dans leur fuite. Lorsque le Petit Poucet réussit à s’en emparer et les enfile, elles s’ajustent par enchantement à ses pieds et lui permettent de gagner la cour du roi en un rien de temps :
« L’Ogre, qui se trouvait fort las du long chemin qu’il avait fait inutilement (car les bottes de sept lieues fatiguent fort leur homme), voulut se reposer ; et, par hasard, il alla s’asseoir sur la roche où les petits garçons s’étaient cachés. Comme il n’en pouvait plus de fatigue, il s’endormit après s’être reposé quelque temps, et vint à ronfler si effroyablement, que les pauvres enfants n’eurent pas moins de peur que quand il tenait son grand couteau pour leur couper la gorge. »
(...)
« Le petit Poucet, s’étant approché de l’Ogre, lui tira doucement ses bottes, et les mit aussitôt. Les bottes étaient fort grandes et fort larges ; mais, comme elles étaient fées, elles avaient le don de s’agrandir et de se rapetisser selon la jambe de celui qui les chaussait ; de sorte qu’elles se trouvèrent aussi justes à ses pieds et à ses jambes que si elles eussent été faites pour lui. »

### Analyse

« Le Petit Poucet s’étant approché de l’Ogre lui tira doucement ses bottes », illustration de Gustave Doré dans Les contes de Perrault de 1867.

L’ambiguïté des bottes de sept lieues provient de l’usage, tantôt bénéfique, tantôt pernicieux, que peuvent en faire ses détenteurs. Elles peuvent ainsi aider à faire le bien ou le mal, selon qu’elles sont portées par le héros ou un vil personnage.
Elles se distinguent ainsi d’autres objets magiques du recueil, comme la baguette qui ne fait que le bien et dont l’usage est réservé aux fées marraines. Celles-ci s’en servent au bénéfice exclusif de leurs filleules Peau d'âne, la Belle au bois dormant et Cendrillon pour les aider à surmonter leurs épreuves. Quant à la clef fée, pièce à conviction de la Barbe bleue, elle est le seul objet entièrement néfaste du recueil, trahissant la jeune épouse désobéissante.
Les bottes sont, à l’époque de Perrault, les chaussures des cavaliers et des chasseurs, ainsi que de certains domestiques. Les paysans adultes portent au mieux de simples sabots, et on peut imaginer que le Petit Poucet, dernier fils de bûcheron, va nu-pieds. Les bottes deviennent donc un symbole du monde adulte et de puissance dans les contes. Même si ses bottes ne sont pas magiques ou de sept lieues, le Chat botté, ainsi chaussé, peut passer pour l’envoyé d’un personnage important auprès l’Ogre ou du roi. Quant au Petit Poucet, simple enfant au bas de l’échelle sociale, il va « grandir », c’est-à-dire sortir de sa condition grâce aux bottes magiques. Grâce à elles, il entre au service du roi, accumule les richesses et met sa famille à l’abri du besoin.

## Littérature

### Sources
Perrault s’inscrit dans la tradition de contes merveilleux où, selon l’époque et la latitude, apparaissent des sandales, des babouches ou des souliers de vitesse qui métamorphosent, à la fin du récit, le petit héros qui les chausse en un messager des rois ou des dieux, ou bien un initié. Cette tradition est déjà présente dans la mythologie grecque, avec les talonnières d’Hermès, les sandales ailées remises par les nymphes à Persée et les chaussures d’or d’Athéna.

Talonnières d’Hermès.
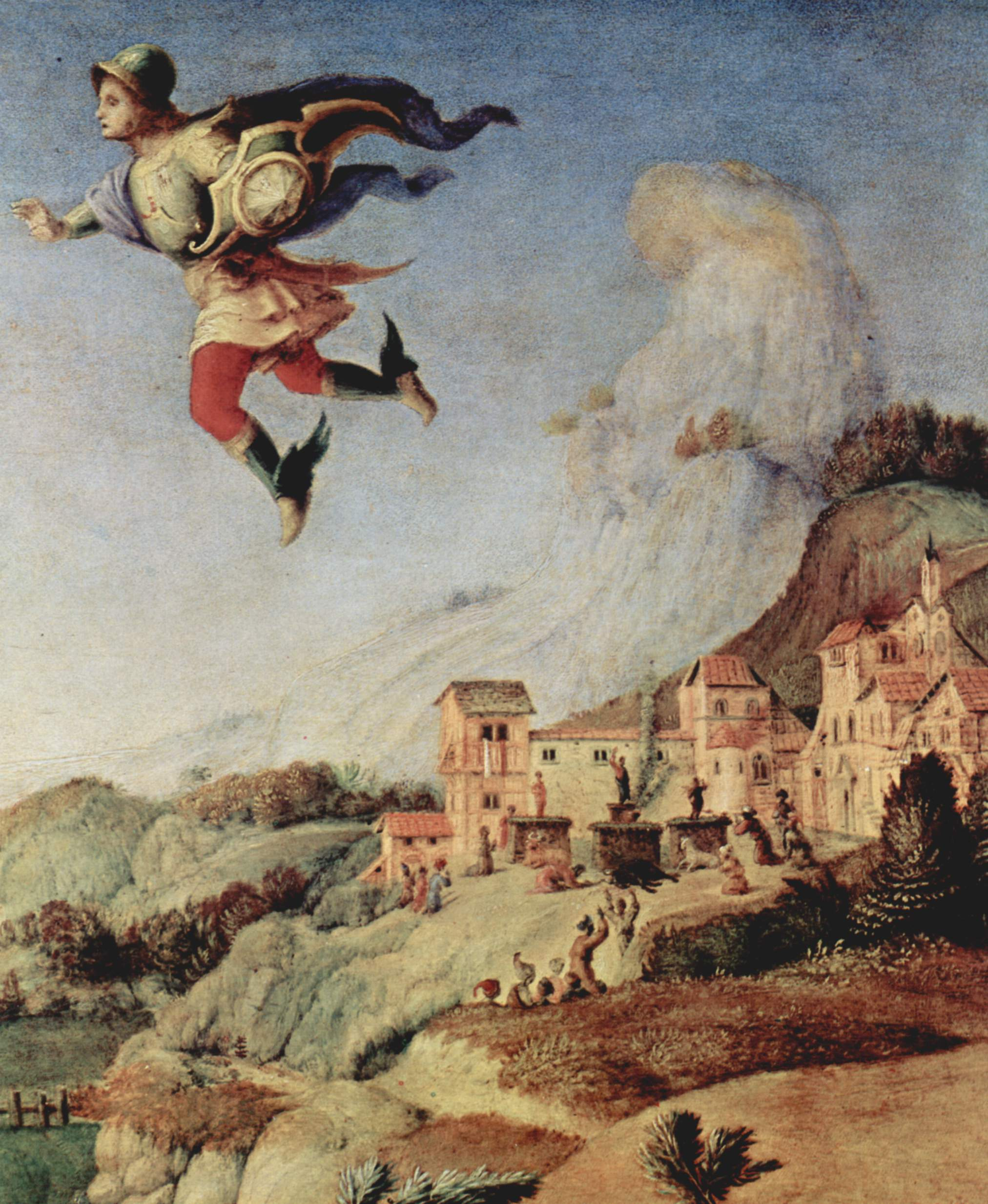
Sandales de Persée.
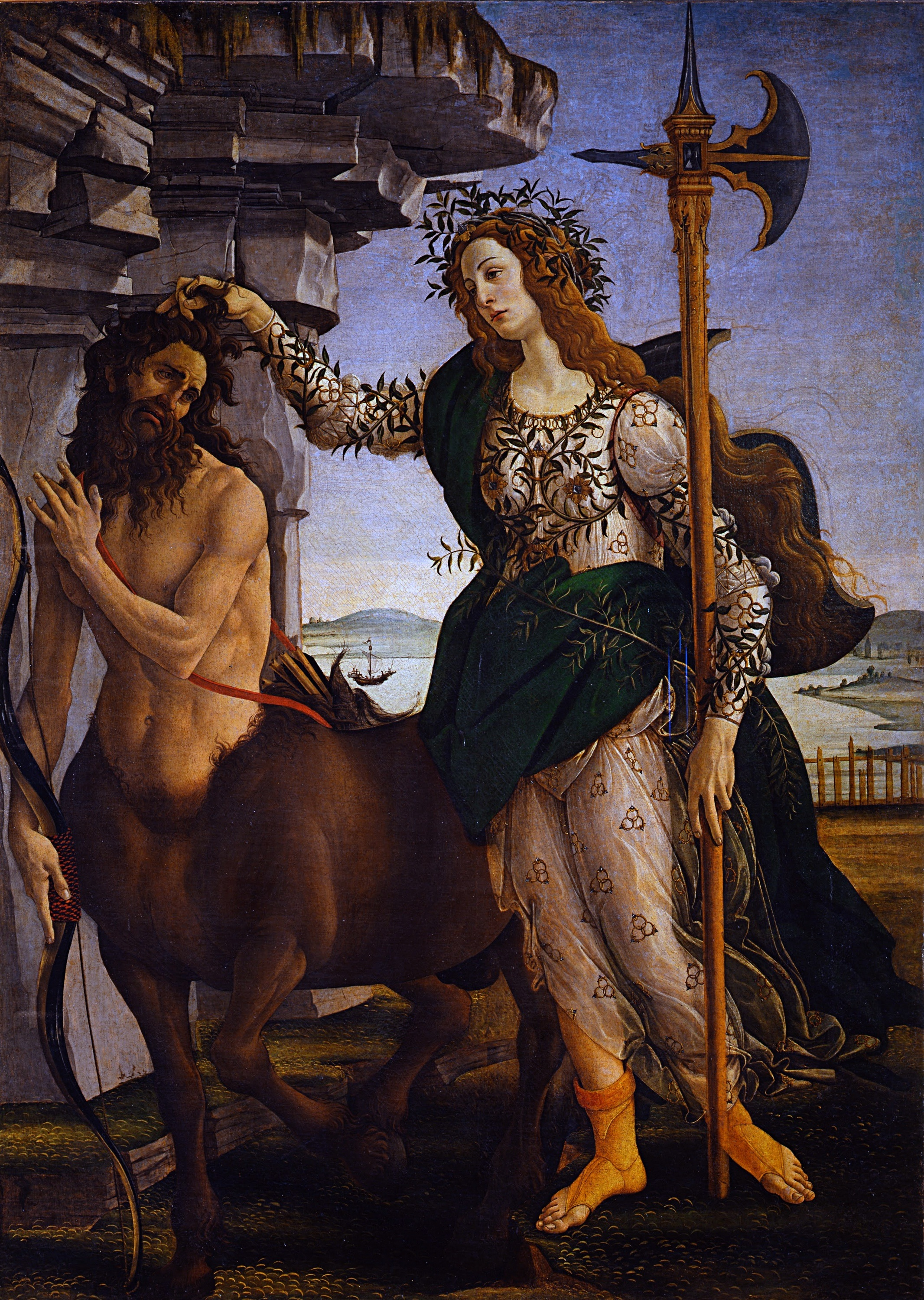
Chaussures d’or d’Athéna.

On la retrouve avec les souliers de vitesse grâce auxquels Loki, dans la mythologie scandinave, s’échappe du Walhalla. Postérieurement à Perrault, on la retrouve avec les patins de vitesse des Trois princesses de Blanche-Terre (Asbjørnsen et Moë), ou encore les guêtres de cent lieues du Poirier aux poires d’or, de Luzel. Dans le conte de Gascogne La Belle Jeanneton, recueilli par Jean-François Bladé, l’Ogre et l’Ogresse ont quant à eux des bottes de cinquante lieues et de cent lieues.

### Œuvres européennes
Les bottes de sept lieues sont également mentionnées dans les œuvres littéraires des pays suivants :
- Allemagne, dans : le Roi de la montagne d’or, Le Cher Roland et Okerlo des frères Grimm. Wilhelm Hauff les mentionne dans L’Histoire du petit Muck. Dans son Peter Schlemihl (1813), Adelbert von Chamisso fait intervenir de nombreux éléments tirés de contes populaires, dont des bottes de sept lieues que porte le héros du roman. Il y cite à la fin son ami Ludwig Tieck (1773-1853), auteur de Conte en trois actes, qui fait référence au Petit Poucet (ici latinisé en Tickius, auteur de De rebus gestis Pollicilli) et aux bottes de sept lieues, affirmant qu’elles perdent progressivement leur pouvoir quand elles sont ressemelées, chose que conteste Peter Schlemihl. Méphistophélès les utilise également au début de la scène deux de l’acte quatre de Faust.
- Angleterre, dans : Jack le tueur de géants, Le Château de Hurle, The Midnight Folk, La trilogie de Bartiméus.
- France, dans : Martin et Martine, de Charles Deulin. Dans ses Contes de Caliban (1909), Émile Bergerat raconte une course-poursuite entre une automobile et l’ogre portant « les bottes de vingt-huit kilomètres »[6].
- Norvège, dans : Le Château de Soria Moria d'Asbjørnsen et Moe (l'expression originelle norvégienne est femten fjerdinger « quinze fjerdinger », ce qui selon la valeur à l'époque des Vikings représentait un peu plus de 34 kilomètres actuels).

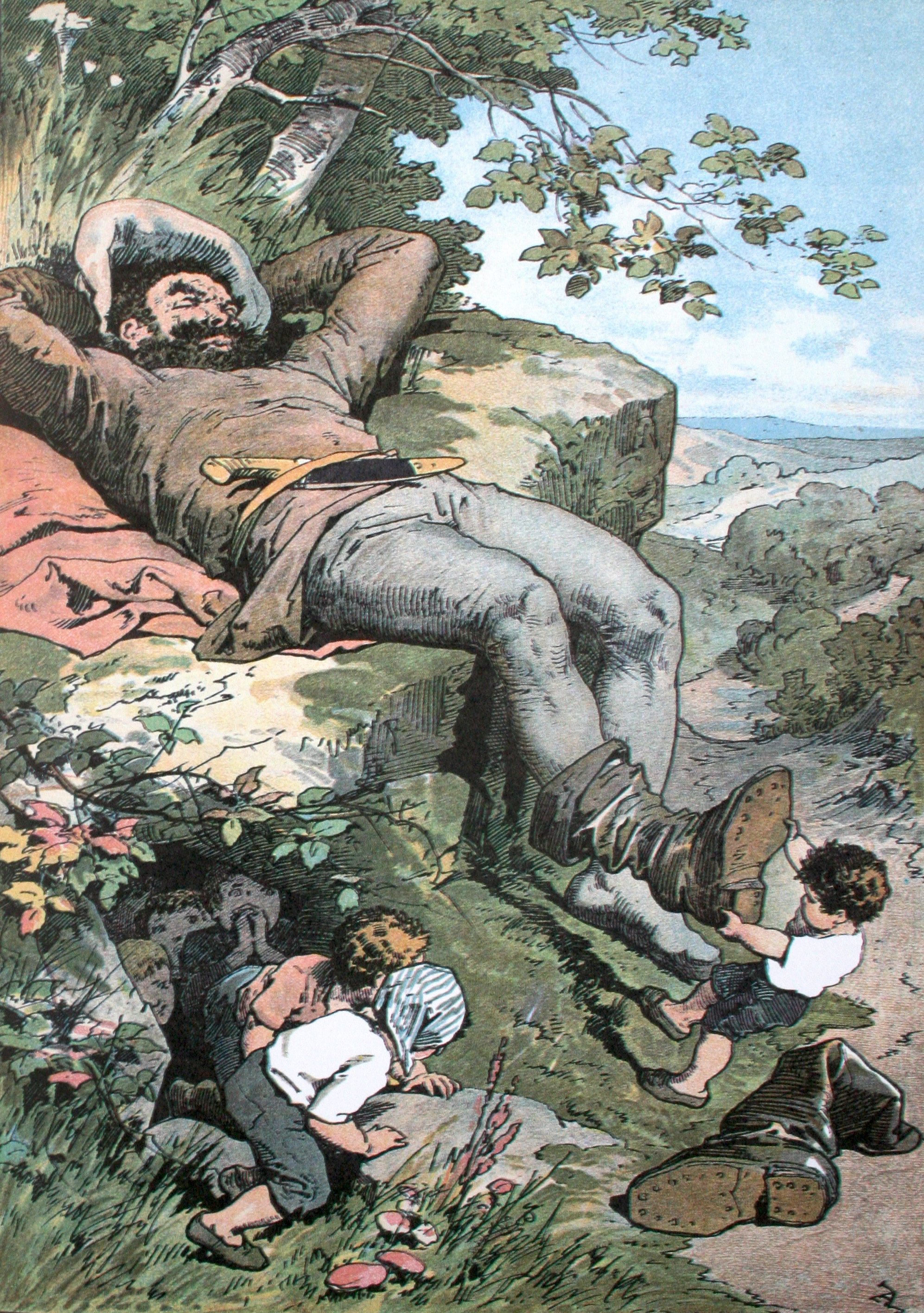
Illustration de Der kleine Däumling réalisée par Alexander Zick, la version allemande du conte.
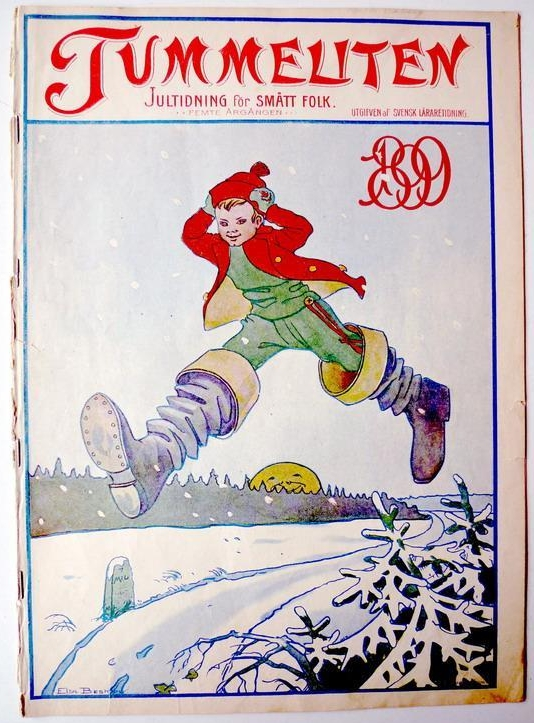
Couverture du magazine suédois Tummeliten, paru à Noël en 1899.
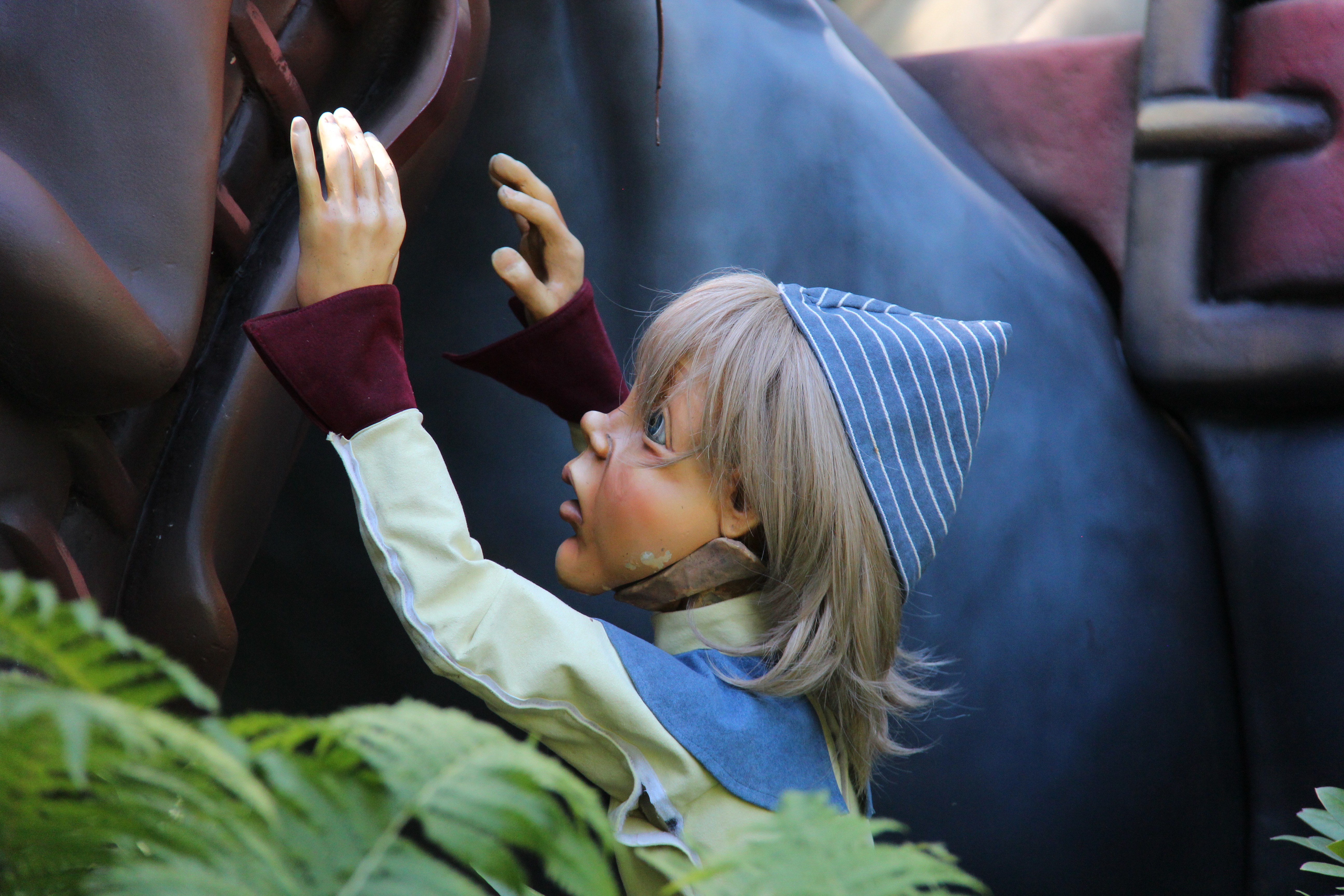
Klein Duimpje dans la version hollandaise du conte.

## Expression
Dans le langage courant, chausser ses bottes de sept lieues veut dire se préparer à marcher, à voyager rapidement, ou bien connaître une ascension (sociale, professionnelle) fulgurante.

## Symbolique du chiffre 7
Le chiffre sept apparaît quatre fois dans le conte du Petit Poucet : la fratrie est composée de sept garçons, l’ogre a sept filles, les bottes sont de sept lieues et le Petit Poucet est âgé de sept ans.
Le chiffre sept a une valeur symbolique : c'est le nombre de jours qu’il a fallu à Dieu pour créer le monde et se reposer ; le nombre de péchés capitaux ; les Sept Merveilles du monde. Il est ainsi récurrent dans les contes, comme les sept nains dans Blanche-Neige.